# 阿格紐 (伊利諾伊州)
阿格紐（英語：Agnew）是位於美國伊利諾伊州懷特塞德縣的一個非建制地區。該地的面積和人口皆未知。

## 地理
阿格紐的座標為41°47′12″N 89°48′00″W / 41.78667°N 89.80000°W，而該地的平均海拔高度為200米（即656英尺）。